# 日本金属
日本金属株式会社（にっぽんきんぞく、英文社名 NIPPON KINZOKU CO., LTD.）は、日本の鉄鋼メーカー。特殊鋼の圧延を主力とする。

## 概要
ステンレス鋼を中心に、高炭素鋼や工具鋼、クロムモブリテン鋼、軸受鋼などの冷延鋼帯（磨帯鋼・ステンレス精密圧延品）の圧延（冷間圧延）を手がける圧延メーカーである。
日鉄ステンレスや日新製鋼、日本冶金工業等の大手製鋼メーカーから熱間圧延品、冷間圧延品を半製品として調達し、製鋼メーカーが注力していない、主に厚さ1mm以下の精密圧延の領域の冷間圧延を手掛けている（ステンレス精密圧延品）。
これらの鋼帯を加工した形鋼や鋼管などの加工品や、マグネシウム合金の製造も手がける。
本社は東京都港区芝5丁目にあるが、登記上の本店所在地は東京都板橋区舟渡4丁目にある。この本店所在地は、製造拠点のひとつである板橋工場の所在地にあたる。製造拠点はこのほかにも岐阜工場（岐阜県可児市）、福島工場（福島県白河市）の2か所がある。また、大阪市中央区に支店と名古屋市中区に営業所がある。
出資比率は約13%と低いが、大手ステンレス鋼メーカーの日鉄ステンレスが筆頭株主である。

## 沿革
- 1930年（昭和5年）11月 - 東京伸鉄所として創業。
- 1939年（昭和14年）12月 - 日本特殊鋼材工業株式会社に改組。
- 1940年（昭和15年）6月 - 戸田工場（現・板橋工場）を新設。
- 1945年（昭和20年）10月 - 日本金属産業株式会社に商号変更。
- 1949年（昭和24年）11月 - 東京・大阪両証券取引所に上場。
- 1954年（昭和29年）2月 - 日本金属株式会社に商号変更。
- 1954年（昭和29年）10月 - 冷間圧延ステンレス鋼帯の圧延を開始。
- 1974年（昭和49年）2月 - 埼玉工場を新設。
- 1983年（昭和58年）1月 - 岐阜工場を新設。
- 1990年（平成2年）12月 - 福島工場を新設。
- 2004年（平成16年）6月 - 本店を東京都板橋区に移転。
- 2004年（平成16年）10月 - 王子工場を板橋工場に統合。
- 2006年（平成18年）3月 - 埼玉製造部閉鎖。
- 2023年（令和5年）10月 - 東京証券取引所スタンダード市場へ市場変更。

## 事業所所在地
- 本社：東京都港区芝5-30-7

- 支店・営業所
  - 大阪支店：大阪府大阪市中央区淡路町3-6-3
  - 名古屋支店：愛知県名古屋市中区新栄1-1

## 生産拠点
- 板橋工場：東京都板橋区舟渡4-10-1
- 岐阜工場：岐阜県可児市姫ヶ丘2-24
- 福島工場：福島県白河市東釜子字鹿島1番地

## 関連企業

### 連結対象子会社
- 株式会社セフ - 避難器具を中心に防災用品等の販売・設計・施工・保守点検を行っている。
- 日金電磁工業株式会社 - 極薄電磁鋼帯（極薄けい素鋼帯）や鉄心・電気機器の設計・製造を行っている。
- 日金スチール株式会社 - 日本金属などの製品を扱う商社。
- 日金精整テクニックス株式会社 - 日本金属などの鋼帯製品のスリット加工プロセスを100%担当している。
- NIPPON KINZOKU（SINGAPORE）PTE.LTD.
- NIPPON KINZOKU（THAILAND）CO.,LTD.
- NIPPON KINZOKU（MALAYSIA）SDN.BHD.

### 非連結対象子会社
- 日旌鋼鉄貿易（上海）有限公司
- 日金ヤマニ株式会社